# プラネット・エックス (アルバム)
『プラネット・エックス』（Planet X）は、アメリカ合衆国のキーボーディスト、デレク・シェリニアンが1999年に発表した、ソロ名義では初となるスタジオ・アルバム。

## 解説
本作で共演したシェリニアンとヴァージル・ドナティは、トニー・マカパインと共に本作と同名のバンド「プラネット・エックス」を結成し、2000年にファースト・アルバム『ユニヴァース』を発表している。なお、3部構成の組曲「アトランティス」はプラネット・エックス名義のライブでも演奏され、アルバム『ライヴ・フロム・オズ』（2002年）にも収録された。
スティーヴ・ヒューイはオールミュージックにおいて5点満点中3点を付け「作曲に関しては、キング・クリムゾン等、プログレッシブ・ロックの大物達による複雑でテンポ・チェンジが多い作風と並び、スティーヴ・ヴァイからの影響もそこかしこに表れている」と評している。
キーボーディストの難波弘之は、『ユーロ・ロック・プレス』誌（VOL.3）において「（シェリニアンの）音の使い方がエディ・ジョブソンっぽい。冒頭の組曲「アトランティス」をはじめ、小品もそれぞれ力作。ヴァージル・ドナティがうまいせいか、フュージョン風でもある」と評した。

## 収録曲
特記なき楽曲はデレク・シェリニアンとヴァージル・ドナティの共作。
1. アトランティス パート1 "アポカリプス 1470 B.C." - "Atlantis: Part 1. "Apocalypse 1470 B.C."" - 6:59
2. アトランティス パート2 "シー・オヴ・アンティクァティ" - "Atlantis: Part 2. "Sea of Antiquity"" - 4:18
3. アトランティス パート3 "ロスト・アイランド" - "Atlantis: Part 3. "Lost Island"" - 5:38
4. クラブ・ネビュラエ - "Crab Nebulae" - 4:07
5. ボックス - "Box" - 5:05
6. マネー・ショット - "Money Shot" - 4:26
7. デイ・イン・ザ・サン - "Day in the Sun" - 4:58
8. ステイト・オヴ・デリリウム - "State of Delirium" - 2:48
9. スペース・マティーニ - "Space Martini" - 3:47
10. ブルネイ・バビロン - "Brunei Babylon" (Derek Sherinian, Virgil Donati, Brett Garsed) - 5:39

## 参加ミュージシャン
- デレク・シェリニアン - キーボード
- ヴァージル・ドナティ - ドラムス
- ブレット・ガースド - ギター
- トニー・フランクリン - ベース